# André Fleury
Edmond André Fleury (ur. 30 marca 1882 w Paryżu, zm. 23 lipca 1974 w Gouvieux) – francuski strzelec, olimpijczyk.
Dwukrotnie brał udział w igrzyskach olimpijskich (IO 1912, IO 1920). Startował tylko w trapie. W Sztokholmie uplasował się na 27. miejscu indywidualnie i na 6. pozycji w zawodach drużynowych. W Antwerpii osiągnął z drużyną 7. lokatę.

## Wyniki

### Igrzyska olimpijskie
| Igrzyska       | Konkurencja    | Wynik                  | Miejsce | Źródło |
| -------------- | -------------- | ---------------------- | ------- | ------ |
| Sztokholm 1912 | Trap           | 74 pkt. (16–23–35)     | 27      | [ 2 ]  |
| Sztokholm 1912 | Trap drużynowo | 90 pkt. 16 pkt. (ind.) | 6       | [ 3 ]  |
| Antwerpia 1920 | Trap drużynowo | 210 pkt. (druż.)       | 7       | [ 4 ]  |